# Castelnau-d'Arbieu
 Castelnau-d'Arbieu  là một xã thuộc tỉnh Gers trong vùng Occitanie tây nam nước Pháp. Xã này có độ cao trung bình 209 mét trên mực nước biển.